# Aprosdoceta chytrodes
Aprosdoceta chytrodes là một loài bướm đêm trong họ Geometridae.